# Савин, Алексей Анатольевич
Алексей Анатольевич Савин (15 мая 1986 — 18 июня 2007) — российский и белорусский хоккеист, нападающий.

## Биография
Воспитанник челябинского «Трактора», в сезоне 2002/03 провёл 9 матчей за команду первой лиги «Мечел-2». Затем уехал в Беларусь, где стал выступать за минскую «Юность», в сезоне 2004/05 также выступал за «Гомель». Принял белорусское гражданство, участвовал в молодёжных чемпионатах мира 2005, 2006 (победитель группы B дивизиона I), взрослых чемпионатах мира 2005, 2006.
Чемпион (2004, 2005, 2006), бронзовый призёр (2007) чемпионата Беларуси. Обладатель Кубка Беларуси (2005). «Лучший молодой игрок Беларуси» (2006).
Погиб 18 июня 2007 года в возрасте 21 года — ехал на тренировку в Челябинск на велосипеде, и его сбил автомобиль.
Старший брат Иван — бывший хоккеист, генеральный директор «Трактора».